# 菲利普·乌德
菲利普·乌德（1986年6月3日—），克罗地亚男子竞技体操运动员。他曾代表克罗地亚获得2008年夏季奥运会体操比赛男子鞍马银牌。他也参加了2012年和2016年夏季奥运会。